# Campylopus bryotropii
Campylopus bryotropii är en bladmossart som beskrevs av G. Frahm 1984. Campylopus bryotropii ingår i släktet nervmossor, och familjen Dicranaceae. Inga underarter finns listade i Catalogue of Life.